# マリールイーズ・コレイロ・プレカ
マリールイーズ・コレイロ・プレカ（マルタ語: Marie Louise Coleiro Preca、1958年12月7日 - ）は、マルタの政治家。2014年4月より1期5年、同国の第9代大統領を務めた。労働党員で、元国会議員。2013年から2014年には家族・社会連帯相を務めた。

## 経歴
オルミに生まれ、マルタ大学で法・人文学（国際研究）の学位と公証人の免許を取得した。
マルタ労働党で全国幹事会員や事務局長補佐、党事務局長（1982年 - 1991年）などを歴任。当時、マルタの政党でこれほどの要職に就いた女性は彼女が初めてであった。また、これらの役職に加えて全国社会主義青年局員、党女性部長、グゼ・エルール・マーチャー財団創設委員、党の週刊機関誌「イル・ヘルシェン」（のち廃刊）の発行人なども務めた。
1998年から2014年まで、マルタの国会議員であった。1998年から国会の社会委員会で委員を務め、野党時代には影の内閣で社会政策相になった。
2008年のアルフレッド・サント党首の辞任を受けて行われた党首選では、当選は叶わなかった。

## 大統領職
2014年3月1日、コレイロ・プレカは大統領に指名され、これを受諾した。その後、ジョージ・アベーラの後任として4月4日に大統領としての宣誓を行った。同国史上最年少の55歳、また女性としてはアガサ・バーバラ以来二人目の大統領であった。
同年、コレイロ・プレカは大統領社会福祉財団の設立を発表した。大統領が社会的包摂や生活水準の向上に向けた支援を指導する際、この非営利組織が助言を行う。
2019年4月に5年の任期を終え大統領を退任。

## 栄典
- マルタ国民功労勲章一等（大統領に対する授与が慣例となっている）